# Proscrisul
Proscrisul (O Desterrado) este o statuie a lui António Soares dos Reis din marmură de Carrara care face parte din colecția Muzeului Național Soares dos Reis, din Porto.
Lucrarea a început la Roma în 1872, ca examen final printr-o bursa de sculptură, și a fost finalizată la Porto.  A fost trimisa la cea de-a 14-a expoziție trienală a Academiei de Arte Frumoase din Porto și a câștigat o medalie de aur la Expoziția Internațională de la Madrid din 1881. 
Sculptura a fost bazată pe poemul „Tristezas do Desterro” de Alexandre Herculano și considerată de Teixeira de Pascoaes drept expresia supremă a nostalgiei atât de caracteristice sufletului portughez. 
Este un bun cultural mobil, clasificat de interes național (Trezoreria Națională).
La Muzeul Național de Artă Contemporană din Chiado se află un model din ipsos patinat folosit în vederea realizării piesei în bronz. Venind de la hospiciul Santo António dos Portugueses, din Roma, această statuie a fost transportată la Lisabona în 1908–09 cu fonduri de la Legado Valmor.   Statuia de bronz se găsește și în grădina Muzeului Național de Artă Contemporană din Chiado. 

## linkuri externe
- „Tur ghidat - António Soares dos Reis”, episodul 19, 23 octombrie 2017, sezonul 7, program de Paula Moura Pinheiro, pe RTP
- Exilul la Google Arts & Culture